# Jordartsmetaller
(ej att förväxla med Sällsynta jordartsmetaller)

Jordartsmetaller är en historisk och numera förlegad benämning på en kategori av grundämnen. De definierades av att deras oxider förr kallades jordarter. 

## Historik

### Bakgrund
Under 1700-talet använde alkemister och tidiga flogistonkemister ordet "jord" utan pluralform, som en beteckning för eldfasta och olösliga restprodukter efter förbränning – eller annat sönderfall – av olika substanser. De troddes vid denna tid vara rena ämnen – grundämnen.
Först på 1760- och 1770-talet presenterades beskrivningar av kisel-, ler-, kalk-, talk- och barytjord såsom olika jordar eller jordarter. Den franske kemisten Antoine Laurent de Lavoisier kom därefter fram till att de troligen istället var föreningar mellan syre och några då ännu okända (ännu ej framställda i metallisk form) metalliska grundämnen.
Arbetet med att identifiera och utvinna dessa jordartsmetaller i ren form tog fart, och de kom snart att delas upp i två grupper beroende på deras löslighet i vatten:
- alkaliska jordartsmetaller som bildade vattenlösningar liknande alkalimetallerna.
- egentliga jordartsmetaller som var jämförelsevis olösliga i vatten.

### En rad upptäckter
Pegmatitbrottet i Ytterby utanför Vaxholm var ett av ställena där de nya metallerna upptäcktes. Mineralogen Carl Axel Arrhenius upptäckte att något svart och tungt låg inbäddat i kvartsen och fältspaten från Ytterby, och Åbo-geologen Johan Gadolin (då i Uppsala) konstaterade att materialet nog var "31 delar kiseljord, 19 delar alunjord, 12 delar järnkalk och 38 delar av en okänd jordart". Ledande kemister från Tyskland och Frankrike bekräftade det hela. Den okända "jordarten" fick namnet yttria, efter namnet på gruvan. Flera decennier senare fick jordartens metall dagens namn yttrium.
I västmanländska Bastnäs fann man 1751 ett liknande tungt mineral, vilket man gav namnet bastnäs-tungsten. Den ledande svenske naturforskaren Jacob Berzelius tittade närmare och upptäckte 1803-1804 ytterligare en okänd "jordart". Han gav det namnet cerium efter en asteroid (Ceres) upptäckt 1801.
Fram till slutet av 1820-talet hade fem alkaliska (barium, strontium, kalcium, magnesium, och slutligen beryllium) och fem egentliga (aluminium, zirkonium, yttrium, cerium och torium) jordartsmetaller identifierats. Beryllium räknades ursprungligen till de egentliga jordartsmetallerna, men eftersom den liksom de alkaliska tillhör periodiska systemets grupp 2 sammanförs den numera, liksom radium, med denna grupp.
Efter ytterligare cirka ett decennium insåg svenska forskare (inklusive Berzelius lärjunge Carl Gustaf Mosander) att det man tidigare kallat cerium i själva verket gick att dela upp ytterligare. Lantan fick sitt namn 1838, efter att Mosander lyckats isolera det från cerium. Därefter gav läromästaren Berzelius det namn efter det grekiska ordet för "gömd", sedan han accepterat sitt misstag. Men även lantan visade sig vara en tvillingmetall. Två år senare hade Mosander även sorterat ut denna, vilket gavs namnet didym, "tvillingen".
På samma sätt visade sig också yttrium bestå av ytterligare två ämnen som kom att kallas terbium och erbium, även dessa två namngivna efter Ytterbygruvan. Alla dessa nytillkomna ämnen, plus zirkonium och torium, kom att kallas sällsynta jordartsmetaller och bilda en underavdelning till de egentliga jordartsmetallerna. Didym visade sig senare vara en sammansättning av flera ämnen (praseodym, neodym, samarium, europium och gadolinium), och namnet avskaffades därför.

### Föråldrat begrepp
Allt eftersom allt fler grundämnen upptäckts har begreppet egentliga jordartsmetaller som helhet blivit föråldrat och i praktiken slutat användas. Däremot används fortfarande beteckningen sällsynta jordartsmetaller men i en något förändrad betydelse jämfört med den ursprungliga, och indelningen omfattar idag skandium, yttrium och alla 15 lantanoiderna (men inte zirkonium och torium eller de övriga aktinoiderna). Även denna beteckningen anses idag någon föråldrad, eftersom vissa av metallerna förekommer rikligare i naturen än allmänt kända metaller som bly och tenn, dock är vissa andra jordartsmetaller ännu sällsyntare.

## Källhänvisningar
1. 1 2 3 4   jordartsmetall i Nationalencyklopedins nätupplaga. Läst 23 februari 2015.
2. 1 2 3 4 5  Sempler, Kaianders (2000-05-31): "Grundämnenas historia". Arkiverad 2 april 2015 hämtat från the Wayback Machine. Nyteknik.se. Läst 28 februari 2015.
3. ↑  Per Enghag 1999, Jordens grundämnen och deras upptäckt, sällsynt - ädelt - aktivt, Industrilitteratur, sid 69, ISBN 91--7548-553-2